# 彭泽路 (上海)
彭泽路，是位于中國上海市虹口区西南部的一条南北向马路，总长200余米，宽约6.8米。南起河南北路，北到海宁路。道路始筑于19世纪末期，最初名为伯顿路，1943年改今名。该路西侧曾为淞沪铁路最早的车站。

## 交汇道路
由南至北
- 河南北路
- 塘沽路
- 海宁路